# Drepanosticta hermes
Drepanosticta hermes är en trollsländeart som beskrevs av Van Tol 2005. Drepanosticta hermes ingår i släktet Drepanosticta och familjen Platystictidae. Inga underarter finns listade i Catalogue of Life.